# Vaporizer

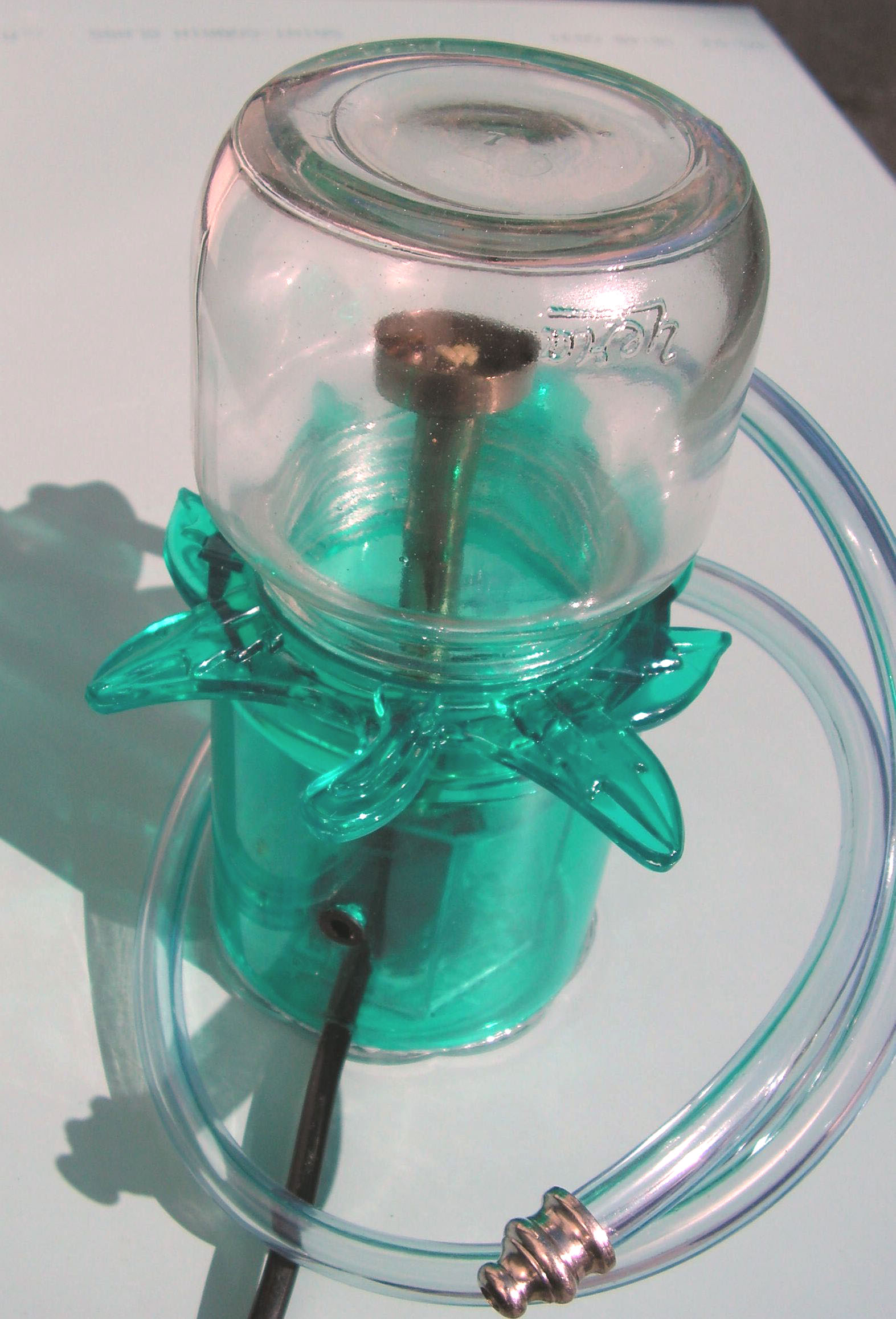
Een heteplaatvaporizer

Een vaporizer (of verdamper) is een apparaatje dat gebruikt wordt om bijvoorbeeld cannabis of tabak te inhaleren, wat vapen wordt genoemd. Er bestaan twee soorten vaporizers:
- verwarming door hete lucht
- verwarming op een hete plaat

In tegenstelling tot bij een pijp of joint wordt het plantenmateriaal in een vaporizer niet verbrand maar verhit. Daarbij komen terpenen en stoffen als tetrahydrocannabinol (THC), cannabidiol (CBD) en cannabinol (CBN) vrij. Doordat het brandpunt niet wordt bereikt, komt geen benzeen, tolueen of naftaleen vrij. Uit onderzoek blijkt dat er geen stoffen als koolstofmonoxide en teer vrijkomen bij het gebruik van een moderne vaporizer op lage temperaturen.
Terwijl bij een joint of waterpijp 60% tot 80% van de rook in de lucht en door verbranding verloren gaat, kan dit bij een vaporizer vermeden worden, doordat de dampen in een reservoir opgevangen kunnen worden.